# Danuta Maszczyk
Danuta Teresa Maszczyk (ur. 24 kwietnia 1946 w Sosnowcu, zm. 2 marca 1990) – polska pedagog, nauczyciel akademicki, poseł na Sejm PRL VII i VIII kadencji.

## Życiorys
W 1970 ukończyła studia na Uniwersytecie Śląskim w Katowicach, uzyskując dyplom magistra pedagogiki. Od 1971 pracowała na Wydziale Pedagogiki i Psychologii tej uczelni. W 1974 uzyskała stopień doktora nauk humanistycznych, a później habilitację. W 1976 i 1980 uzyskiwała mandat posła na Sejm PRL w okręgu Sosnowiec. W VII kadencji zasiadała w Komisji Kultury i Sztuki, Komisji Oświaty i Wychowania oraz Komisji Prac Ustawodawczych, pełniła również funkcję sekretarza Sejmu. W VIII kadencji zasiadała w Komisji Kultury i Sztuki i Komisji Nadzwyczajnej do rozpatrzenia projektu ustawy o radach narodowych i samorządzie terytorialnym. Zastępca przewodniczącego Komisji Oświaty i Wychowania oraz Komisji Oświaty, Wychowania, Nauki i Postępu Technicznego.

## Odznaczenia
- Złoty Krzyż Zasługi
- Medal Komisji Edukacji Narodowej